# Kirnbach (Kinzig)
Der Kirnbach ist ein etwa 8 km langer Schwarzwald-Fluss im Stadtteil Kirnbach von Wolfach im baden-württembergischen Ortenaukreis, der zwischen Wolfach selbst und Hausach von links und Südosten in die Kinzig mündet.

## Name
Das Bestimmungswort im Namen leitet sich von mittelhochdeutsch kürne für 'Mühle' ab.

## Verlauf
Der Kirnbach durchfließt den Wolfacher Stadtteil Kirnbach, eines der drei Bollenhutdörfer im Schwarzwald. Er entsteht als Rotsalbächle am Rande der Gemarkung zum Schiltacher Moosenmättle, der nach etwa vier Kilometern gewunden westlichen Laufs mit dem kürzeren, aber kaum einzugsgebietsärmeren linken Grafenlochbächle zum Kirnbach zusammenläuft. Dieser fließt danach, eher in der Zulaufrichtung des Grafenlochbächles, ungefähr nordwestlich weiter bis zur Mündung. Der Kirnbach ist ab der Quelle des Rotsalbächles beim Moosenmättle bis zur Mündung 8,1 km lang.
Das Einzugsgebiet von 17,1 km² grenzt im Nordnordosten an dasjenige der aufwärtigen Kinzig, im Ostsüdosten über den Rotsalbach an das des zur Schiltach in Schramberg laufenden Sulzbachs, dessen Wasser also über Lauterbach und Schiltach auch die aufwärtige Kinzig erreicht. Im Südosten und Süden konkurrieren überwiegend zum linken Kirnbach-Oberlauf Grafenlochbächle auf der anderen Seite Bäche, die dem Gutach-Oberlauf Reichenbach zustreben. Jenseits der südwestlichen Wasserscheide läuft die Gutach selbst fast parallel zur abwärtigen Kinzig.
Die höchste Erhebung des Einzugsgebiets ist der 871,9 m ü. NN hohe Moosenkapf über der Quelle beim Moosenmättle, ein Teil des abgekehrten Halbrunds aus Bergen, in dem auch der etwas höhere Mooswaldkopf schon außerhalb steht.
Der Kirnbach fließt durch das gleichnamige Streusiedlungsdorf, das sich inzwischen durch die ganze Talschaft zieht, vorbei an alten Bauernhöfen und der Kirche im Obertal, und ergießt sich zwischen Wolfach und Hausach in die Kinzig. Sein sich erst zuletzt im Untertal etwas ausweitendes Kerbtal lässt sich entlang des kleinen, aber wilden Flusses auf dem Bollenhutwegle genannten Fußweg erwandern.